# Canton de Pau-1
Le canton de Pau-1 est une circonscription électorale française du département des Pyrénées-Atlantiques.

## Histoire
Un nouveau découpage territorial des Pyrénées-Atlantiques entre en vigueur à l'occasion des élections départementales de 2015. Il est défini par le décret du 25 février 2014, en application des lois du 17 mai 2013 (loi organique 2013-402 et loi 2013-403). Les conseillers départementaux sont, à compter de ces élections, élus au scrutin majoritaire binominal mixte. Les électeurs de chaque canton élisent au Conseil départemental, nouvelle appellation du Conseil général, deux membres de sexe différent, qui se présentent en binôme de candidats. Les conseillers départementaux sont élus pour 6 ans au scrutin binominal majoritaire à deux tours, l'accès au second tour nécessitant 12,5 % des inscrits au 1er tour. En outre la totalité des conseillers départementaux est renouvelée. Ce nouveau mode de scrutin nécessite un redécoupage des cantons dont le nombre est divisé par deux avec arrondi à l'unité impaire supérieure si ce nombre n'est pas entier impair, assorti de conditions de seuils minimaux. Dans les Pyrénées-Atlantiques, le nombre de cantons passe ainsi de 52 à 27.
Le canton de Pau-1 est formé d'une fraction de la commune de Pau. Il est entièrement inclus dans l'arrondissement de Pau. Le bureau centralisateur est situé à Pau.

## Représentation
| Période élective | Période élective | Mandat | Mandat   | Identité        | Nuance | Nuance | Qualité |
| ---------------- | ---------------- | ------ | -------- | --------------- | ------ | ------ | --- |
| 2015             | 2021             | 2015   | 2021     | André Duchateau |        | PS     | Ancien conducteur de bus conseiller municipal de Pau ancien conseiller général du Canton de Pau-Nord (1998-2015) |
| 2015             | 2021             | 2015   | 2021     | Stéphanie Maza  |        | PS     | Juriste conseillère municipale de Pau                                                                            |
| 2021             | 2028             | 2021   | en cours | Franck Lamas    |        | DVG    | Doctorant en droit de l'environnement, Pau membre de Génération.s                                                |
| 2021             | 2028             | 2021   | en cours | Stéphanie Maza  |        | PS     | Conseillère sortante                                                                                             |

### Résultats détaillés

#### Élections de mars 2015
À l'issue du 1er tour des élections départementales de 2015, deux binômes sont en ballottage : André Duchateau et Stéphanie Maza (PS, 36,84 %) et Thibault Cheneviere et Pauline Roy (Union de la Droite, 33,4 %). Le taux de participation est de 46,77 % (7 241 votants sur 15 482 inscrits) contre 52,8 % au niveau départemental et 50,17 % au niveau national.
Au second tour, André Duchateau et Stéphanie Maza (PS) sont élus avec 51,37 % des suffrages exprimés et un taux de participation de 47,9 % (3 463 voix pour 7 415 votants et 15 479 inscrits).

#### Élections de juin 2021
Le premier tour des élections départementales de 2021 est marqué par un très faible taux de participation (33,26 % au niveau national). Dans le canton de Pau-1, ce taux de participation est de 31,63 % (4 456 votants sur 14 090 inscrits) contre 38,82 % au niveau départemental. À l'issue de ce premier tour, deux binômes sont en ballottage : Thibault Chenevière et Josy Poueyto (Modem, 33,59 %) et Franck Lamas et Stéphanie Maza (Union à gauche, 23,91 %).
Le second tour des élections est marqué une nouvelle fois par une abstention massive équivalente au premier tour. Les taux de participation sont de 34,36 % au niveau national, 40,13 % dans le département et 32,31 % dans le canton de Pau-1. Franck Lamas et Stéphanie Maza (Union à gauche) sont élus avec 50,41 % des suffrages exprimés (2 088 voix pour 4 554 votants et 14 095 inscrits),,.

## Composition
| Nom                         | Code Insee | Intercommunalité      | Superficie (km2) | Population (dernière pop. légale)                | Densité (hab./km2) | Modifier                                    |
| --------------------------- | ---------- | --------------------- | ---------------- | ------------------------------------------------ | ------------------ | ------------------------------------------- |
| Pau (bureau centralisateur) | 64445      | CA Pau Béarn Pyrénées | 31,51            | Fraction : 26 116 (2022) Commune : 78 620 (2022) | 2 495              | modifier les données · modifier les données |
| Canton de Pau-1             | 6418       |                       |                  | 26 116 (2022)                                    |                    | modifier les données                        |

Le canton de Pau-1 comprend la partie de la commune de Pau située à l'ouest d'une ligne définie par l'axe des voies et limites suivantes : depuis la limite territoriale de la commune de Billère, avenue Jean-Mermoz, boulevard d'Alsace-Lorraine, cours Lyautey, avenue Henri-Dunant, rue du Pasteur-Alphonse-Cadier, avenue Honoré-Baradat, avenue du Loup, boulevard Tourasse, rue Léon-Jouhaux, rue Jean-Moulin, avenue du Loup, avenue de Buros, jusqu'à la limite territoriale de la commune de Buros.

## Démographie
En 2022, le canton comptait 26 116 habitants, en évolution de +2,69 % par rapport à 2016 (Pyrénées-Atlantiques : +3,78 %, France hors Mayotte : +2,11 %).
| 2013   | 2018   | 2022   |
| ------ | ------ | ------ |
| 25 031 | 25 868 | 26 116 |